# Kiwotos
Kiwotos (gr. Κιβωτός) – miejscowość w Grecji, w północno-zachodniej części kraju, na terenach górzystych, w administracji zdecentralizowanej Epir-Macedonia Zachodnia, w regionie Macedonia Zachodnia, w jednostce regionalnej Grewena, w gminie Grewena. W 2011 roku liczyła 417 mieszkańców. Leży na trasie Grewena – Neapolis, na wysokości około 680 m n.p.m. We wsi znajduje się około 480 gospodarstw rolnych.
Wieś w dużej części jest zamieszkana przez potomków uchodźców z Pontu, przesiedlonych z Turcji w latach 1923–1924 w ramach tzw. traktatu z Lozanny i zawartych w nim zapisów o wymianie ludności, kończącego wojnę grecko-turecką.